# ティベリウス・ユリウス・アブデス・パンテラ

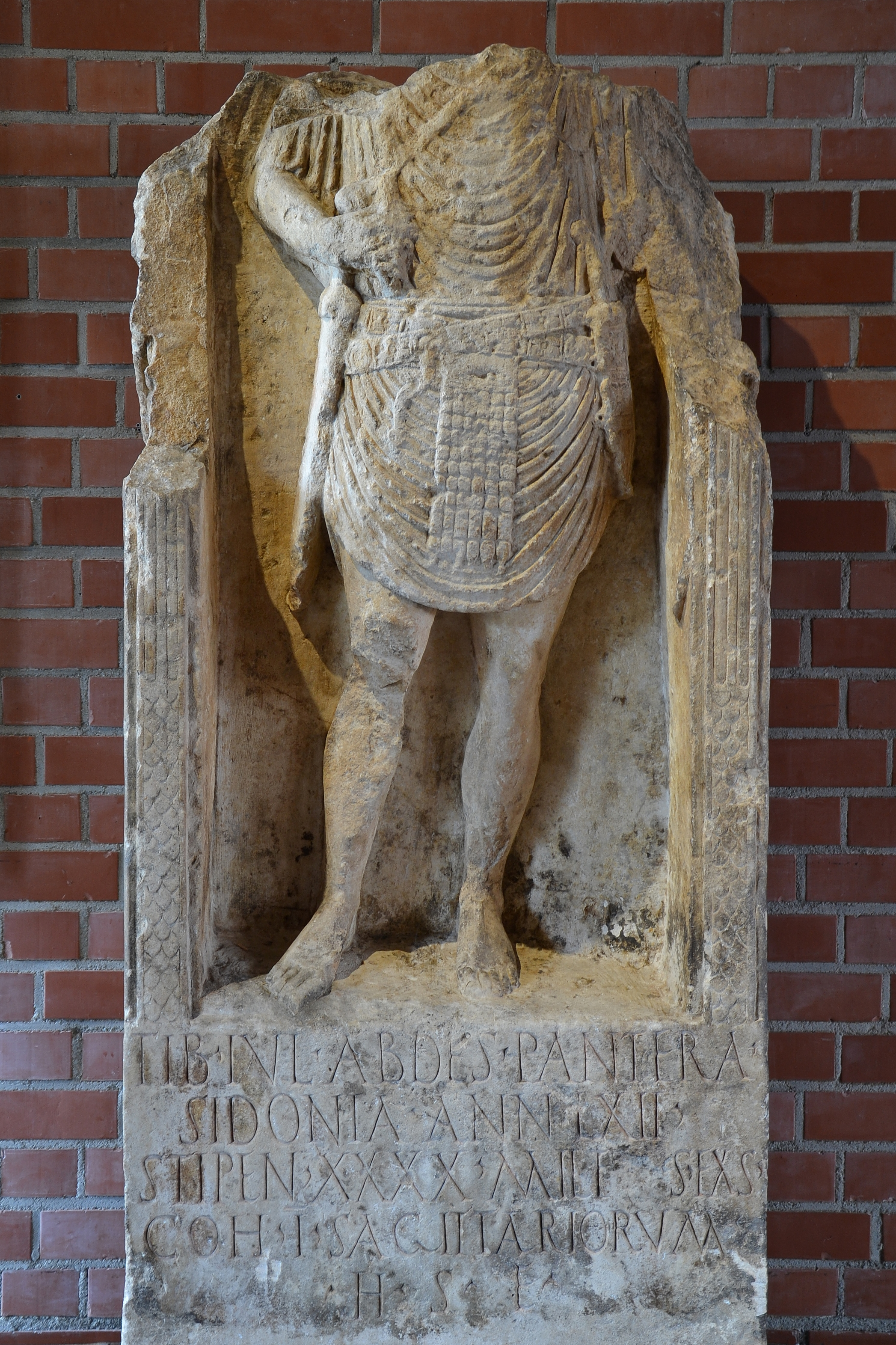
アブデス・パンテラの墓碑（バート・クロイツナハのローマンハレ博物館所蔵）

ティベリウス・ユリウス・アブデス・パンテラ（Tiberius Julius Abdes Pantera、紀元前22年頃 - 40年）は、古代ローマの兵士である。
2世紀のギリシア哲学者ケルソスが、イエス・キリストの実父だと主張したとされるローマの兵士「パンテラ（Panthera）」を、彼に比定する説がある。

## 概説

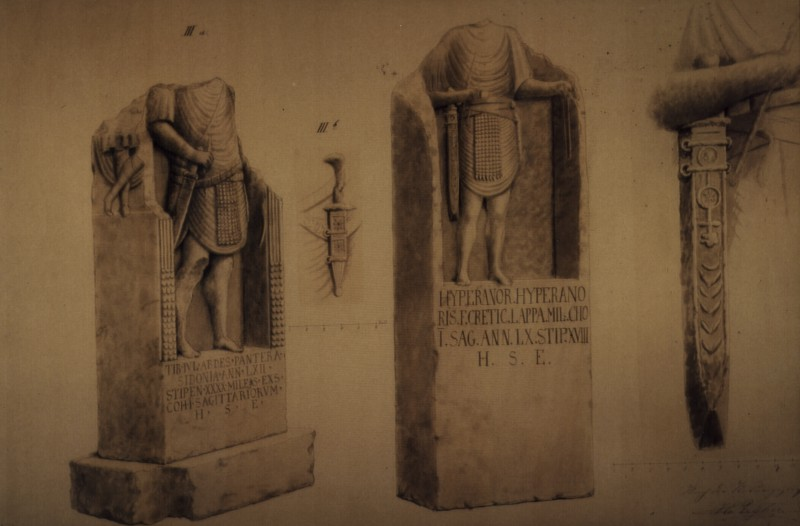
発掘当時に描かれたアブデス・パンテラの墓石の絵（左端）

1859年、ヘッセン大公国のビンゲン・アム・ライン近郊の村ビンガーブリュックで行われていた鉄道工事の際、ローマ時代の墓石が発見された。そこにはラテン語で下記の碑文が記されていた。
| Tib(erius) Ivl(ius) Abdes Pantera Sidonia ann(orum) LXII stipen(diorum) XXXX miles exs(ignifer?) coh(orte) I sagittariorum h(ic) s(itus) e(st) | ティベリウス・ユリウス・アブデス・パンテラ シドニア出身、62歳 かつて弓兵第一コホルスにて軍旗手（？）を務め 40年軍務に服した者 ここに眠る |

この碑文から、アブデス・パンテラの出身地はフェニキアのシドン（現レバノン・サイダ）と解釈される。また、長年の兵士としての貢献により彼にはローマ市民権が与えられたと考えられ、ティベリウス帝治下にあって、ティベリウス・ユリウスというローマ人の名を授かったと推定された。
マリアがイエスを身籠もった時期、アブデス・パンテラの所属する弓兵第一コホルスはユダヤの地に駐屯していたことから、彼も同地で軍務に就いていたことが推定される。このことから、その際にマリアとの間で不貞を行い、彼女を孕ませたのではないかとする説が生まれた。
しかし、このような推定は、上記の碑文が唯一の論拠である上に、文は短く簡潔で解釈の余地が多々あり、推論に推論を重ねているに過ぎない。また、ケルソスの主張自体もその著書『真理の教え』が湮滅し、オリゲネスの反論文 『ケルソス駁論』に断片が引用される形で現存するのみであり、明確な学術的根拠がある訳ではない。